# Emili Miró i Fons
Emili Miró i Fons (El Vendrell, Baix Penedès, 1900 - Terrassa, 1993) va ser un casteller català, conegut a Terrassa com l'Avi Emili, ciutat on va intervenir en la fundació de les dues colles castelleres locals, els Minyons de Terrassa (1979) i els Castellers de Terrassa (1980). Va ser un apassionat dels castells i la seva bellesa estètica.

## Biografia
Al llarg de la seva vida va anar recopilant retalls de premsa del món casteller i fotografies, les primeres de l'any 1918, fins a reunir-ne 800. També reuní uns 150 textos de les arengues de motivació que feia a les colles abans de començar una actuació, coneguts com a predicots, i correspondència que va mantenir amb diferents personalitats.
Miró actuava de manera molt activa amb els Xiquets de Valls, quan aquests actuaven a la seva vila natal del Vendrell. Va formar part dels Nens del Vendrell, i poc després dels Mirons, colla que estava dirigida pel seu germà Joan, i que deu el nom de la colla al cognom de la seva família. Va participar com a segon a castells de set.
Tot i mantenir vincles amb el Vendrell, als 20 anys es va traslladar a Barcelona, on freqüentà diversos ateneus populars. El 1935 es va traslladar a viure a Terrassa, on també va portar aquesta passió malgrat ser una ciutat industrial amb poca tradició prèvia de castells. Va seguir de prop l'activitat de les principals colles i entre els anys 1940 i 1950 actuà com a relacions públiques dels Nens del Vendrell. L'any 1957 va escriure un llibre titulat "Història dels castellers. Els Nens del Vendrell 1926-1957". El cronista Jaume Casanova, de Vilafranca del Penedès, va batejar-lo l'any 1975 com El patriarca de les lletres castelleres. Arran de les seves publicacions referents al món casteller i la seva bona relació amb moltes colles, l'any 1977 Emili Miró intervingué en el Congrés de Cultura Catalana com a representant de tots els castellers, en un moment en què la rivalitat entre colles encara era molt present.
Anys després, quan es va fundar la colla Castellera Minyons de Terrassa el 1979, se li va proposar de ser-ne el primer president, càrrec que acceptà. L'any següent, quan un grup de dissidents d'aquesta colla es va escindir i va crear la colla dels Castellers de Terrassa, també van fer l'Emili Miró president, càrrec que va mantenir fins a la seva mort l'any 1993.

## Premis i llegat
El 1991 va rebre la Creu de Sant Jordi de la Generalitat de Catalunya.
La colla Castellers de Terrassa convoca anualment una diada en la seva memòria, el segon cap de setmana de setembre. També té dedicat un passatge anomenat Emili Miró al costat del local d'aquesta colla.
Tot el seu llegat, format per més de 2.500 unitats documentals i la seva biblioteca personal, es va usar a Terrassa per crear un fons casteller que porta el seu nom, propietat de l'Associació Fons Casteller Emili Miró. Aquesta entitat té la finalitat de preservar, conservar i divulgar el llegat, organitzant xerrades i taules rodones, recuperant fotografies i pel·lícules històriques i fomentant intercanvis culturals. L'any 2010 la gestió, explotació i difusió del fons passà a l'arxiu històric municipal de l'Ajuntament de Terrassa.

## Obres
- Història dels castellers. Els Nens del Vendrell 1926-1957 (1957)